# Песковский сельский совет (Бахмачский район)

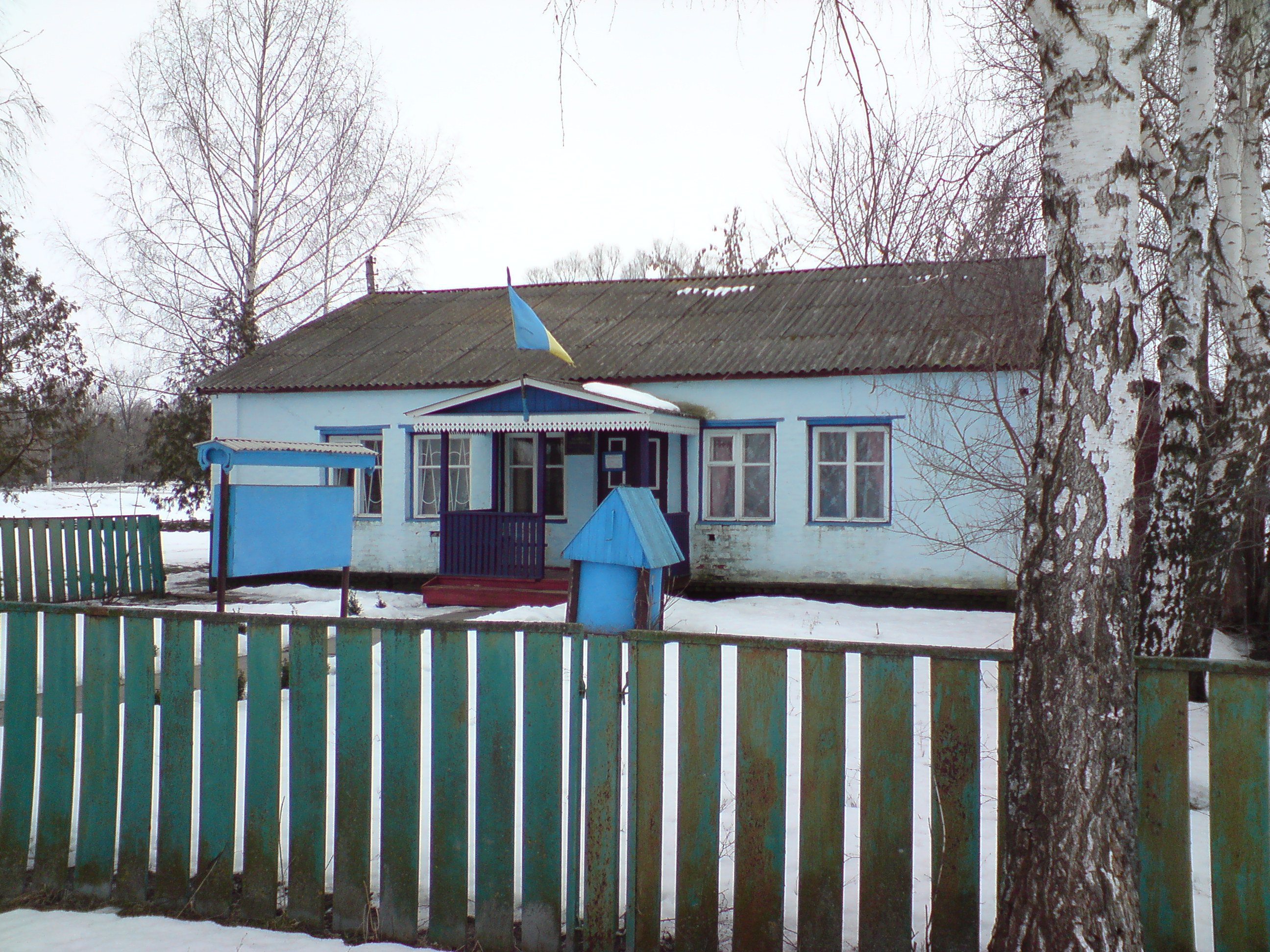
Песковский сельский совет

Песковский сельский совет (укр. Пісківська сільська рада) — входит в состав Бахмачского района Черниговской области Украины.
Административный центр сельского совета находится в с. Пески.

## Населённые пункты совета
- с. Пески
- с. Варваровка
- с. Запорожское
- с. Кулешово
- с. Осиновка
- с. Алексеевка